# 马西 (滨海塞纳省)
马西（法語：Massy，法語發音：[masi] ⓘ）是法国诺曼底大区滨海塞纳省一个市镇，位于该省北部，属于迪耶普区。

## 地理
马西（49°41'20"N, 1°23'58"E）面积11.24 平方千米，位于法国诺曼底大区滨海塞纳省，该省份为法国北部沿海省份，其西部及北部濒大西洋英吉利海峡，东起顺时针与索姆省、瓦兹省、厄尔省和卡爾瓦多斯省接壤。
与马西接壤的市镇（或旧市镇、城区）包括：布拉迪扬库尔、布赖地区方丹、讷维尔费里耶尔。
马西的时区为UTC+01:00、UTC+02:00（夏令时）。

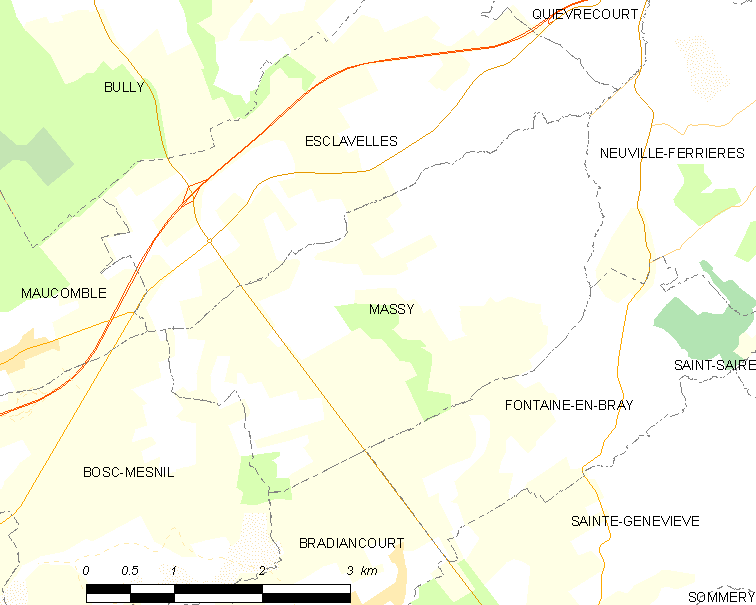
马西的OSM定位图

## 行政
马西的邮政编码为76270，INSEE市镇编码为76415。

## 政治
马西所属的省级选区为布赖地区讷沙泰勒县。

## 人口

1962-2008年间马西人口变化图示

马西于2022年1月1日时的人口数量为318人。